# Willis Building
Willis Building är ett kontorskomplex i  City of London i London, Storbritannien. Byggnaden ritades av Norman Foster och står mitt emot Lloyd's building. Willis Building är designad som tre "steg", varav det första är 125 meter, det andra 97 meter och det tredje 68 meter. Den totala kontorsytan är 44 129 m² och upptas huvudsakligen av det engelska försäkringsbolaget Willis Group Holdings.
Byggnaden byggdes mellan 2004 och 2008 och var den första av ett antal höga nya byggnader i City of London. Bland dessa kan nämnas Bishopsgate Tower, Heron Tower, 20 Fenchurch Street, Broadgate Tower och Shard of Glass.